# Fannia bigoti
Fannia bigoti är en tvåvingeart som först beskrevs av Stein 1907.  Fannia bigoti ingår i släktet Fannia och familjen takdansflugor. Inga underarter finns listade i Catalogue of Life.